# Ерешко, Феликс Иванович
Ерешко Феликс Иванович (род. 2 октября 1940 года) — советский и российский учёный в области прикладной математики.

## Биография
Отец и мать — уроженцы станицы Шкуринской. Отец — участник Великой Отечественной войны.
Феликс окончил среднюю школу с золотой медалью, поступил в Московский физико-технический институт (МФТИ). В 1963 году закончил аэромеханический факультет МФТИ с отличием. Во время учёбы играл в КВН.
Ученик Н. Н. Моисеева. С 1960 года работает в ВЦ АН СССР (РАН).
В 1983 году получил назначение в Институт кибернетики Всесоюзной Сельскохозяйственной академии, возглавив институт, внедрял персональные компьютеры в сельское хозяйство. Затем вернулся в Вычислительный центр АН СССР.
Работая в ВЦ АН СССР, занимался вопросами управления полётами космических объектов, построением моделей и вычислительных систем использования водных и земельных ресурсов страны, внедрением идей и методов системного анализа в аграрный сектор страны.
Заведует отделом информационно-вычислительных систем (ИВС) ВЦ РАН.
Труды по финансовой инженерии, включая проектирование, разработку и реализацию инновационных финансовых инструментов и процессов, а также творческий поиск новых подходов к решению проблем в области финансов

### Преподавание
Преподаёт в МФТИ методы оптимизации, системный анализ, математические модели конфликтных ситуаций.
Среди учеников 15 кандидатов и 2 доктора наук

### Семья
Сын Артём — выпускник ФУПМ МФТИ 1997 года, к.ф.-м.н. (2002).

## Любопытные факты
В студенческие годы мы очень активно занимались научно-популярной литературой. Нашу группу из физтеха сначала пригласили в «Комсомольскую правду» в отдел науки и техники, который возглавлял Михаил Васильевич Хвастунов. И в этом отделе было два человека, которые и приняли решение пригласить нас. Это были известные журналисты Ярослав Голованов и Дима Биленкин.

<…>

В нашей команде работал Борис Коновалов, который впоследствии стал заниматься космической тематикой в «Известиях». Постепенно нас узнавали, мы писали разные статьи в журналы. Нас попросили написать книгу «Маленькие рассказы о большом космосе». Иллюстрации к книге делал известный художник Борис Жутовский.
Ерешко Ф. И. (Из интервью Елене Королёве «Триумф Отечества. К 50-летию полёта Юрия Гагарина») // РосНОУ, 2011 г.)